# Проценко Кароліна Миколаївна
Кароліна Миколаївна Проценко (нар. 3 жовтня 2008, Київ, Україна) — американська скрипалька українського походження.

## Життєпис
Кароліна Проценко народилася в столиці України Києві. B 2014 році вона переїхала з родиною з України в Сімі-Валлі, Каліфорнія, США. Там вона почала брати уроки гри на скрипці, а з середини 2017 року почала виступати як вулична артистка на 3-й вулиці променаду Санта-Моніки. Опублікувавши записи своїх виступів на своїх каналах YouTube, Facebook та Instagram, вона швидко здобула популярність, а кількість її підписників протягом двох років у більш ніж 50 країнах зросла до кількох мільйонів, так що її відео по всьому світу переглянули більш як 500 мільйонів разів.
Окрім виступів як вулична артистка, та своїх відео опублікованих на YouTube, вона також виступала на благодійних заходах, наприклад у Каліфорнійському клубі у Лос-Анджелесі, у щорічному гала-концерті організації Operation Walk (2018), та Faerieworlds (2019), у щорічному фестивалі мистецтва та музики в Орегоні. Вона також була гостем телешоу «The Access LIVE» та «The Ellen Show».

## Альбоми
- My Dream (2018)
- FLY (2018)
- Sunflower (2019)
- Sky (2019)
- Finally Together (2022)

1. ↑  healthyceleb.com/karolina-protsenko/ Karolina Protsenko Height, Weight, Age, Body Statistics (англ.)
2. ↑  Життєпис Кароліни Проценко (англ.)